# ريتشارد إرنست
ريتشارد إرنست (Richard Robert Ernst) هو كيميائي سويسري ولد في 14 أغسطس 1933 بوينترثور.
درس في المعهد الفدرالي للتكنولوجيا بزورخ ودرس فيها الكيمياء والفيزياء. عمل فيها مع كورت فوتريخ الفائز بجائزة نوبل في الكيمياء لسنة 2002 في مجال الرنين المغناطيسي النووي.
تحصل على جائزة نوبل في الكيمياء لسنة 1991.

## روابط خارجية
- ريتشارد إرنست على موقع الموسوعة البريطانية (الإنجليزية)
- ريتشارد إرنست على موقع مونزينجر (الألمانية)
- ريتشارد إرنست على موقع إن إن دي بي (الإنجليزية)